# Rueda hidráulica invertida
La rueda hidráulica de paso inverso, una innovación romana descrita por Vitruvio en su obra De architectura publicada alrededor del 25 a. C., se utilizaba con frecuencia en minas y posiblemente en otros lugares, como el drenaje agrícola. Estos sistemas, encontrados en restos de minas romanas por operaciones mineras posteriores, se utilizaban en secuencias para elevar el agua a alturas significativas, facilitando la eliminación del agua de los niveles más bajos de los trabajos subterráneos.

## Vitruvio

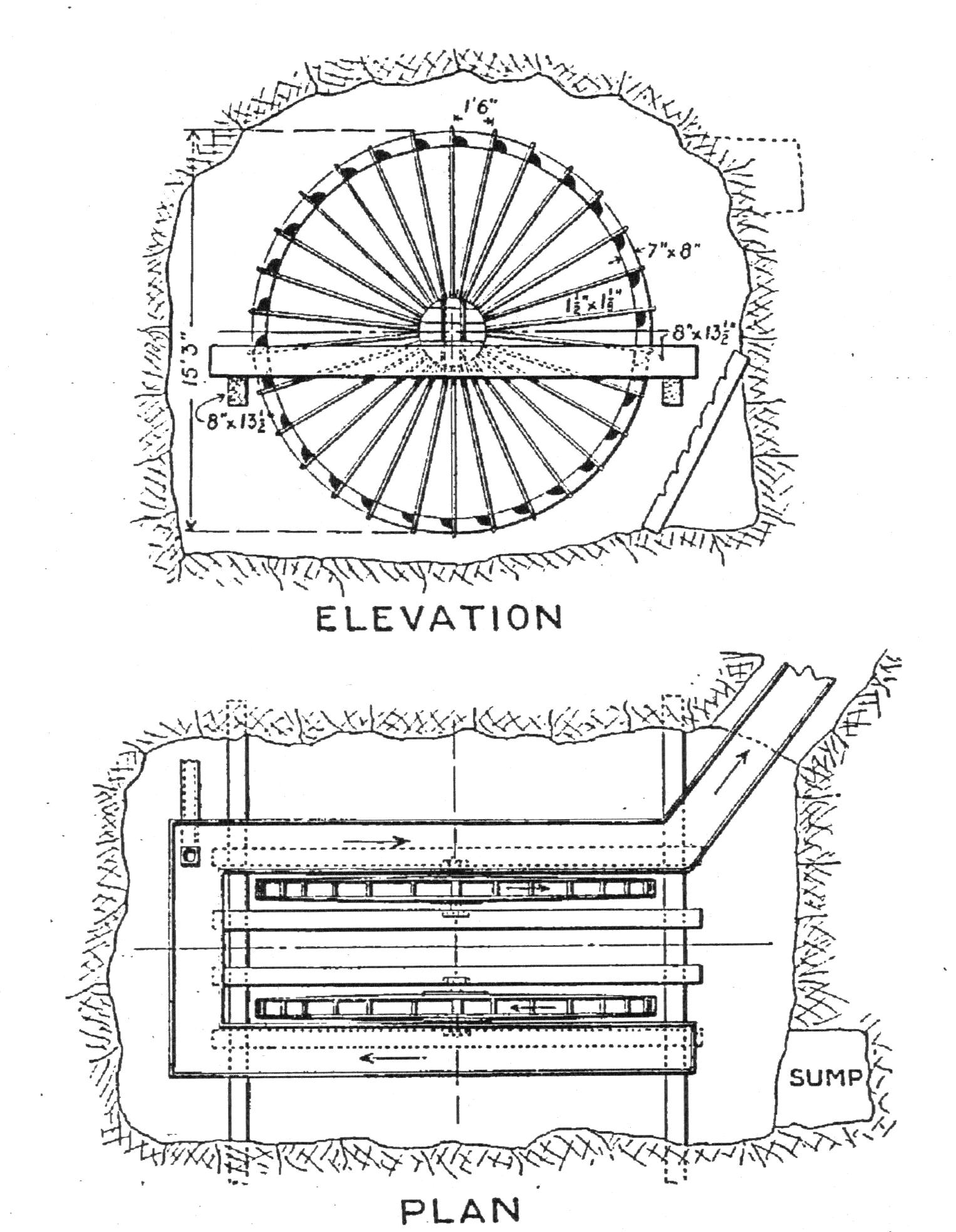
Rueda de drenaje de las minas de Riotinto.

Vitruvio, un autor romano, proporciona instrucciones detalladas sobre la construcción de dispositivos de drenaje en su obra "De architectura", específicamente en el Capítulo X. Describió tres variantes de un dispositivo llamado "tímpano". La primera variante consta de una gran rueda con cajas que cubren todo el diámetro de la rueda. Se hacen agujeros en las cajas para permitir que el agua entre en ellas, de manera que cuando una caja se sumerge en el agua, ésta entra y se eleva cuando la rueda gira. Cuando alcanza la parte superior de la vuelta, el agua sale por un canal. Luego, Vitruvio describe una segunda variante en la que las cajas solo se colocan en los extremos de la rueda, lo que resulta en un menor volumen de agua transportada, pero a una mayor altura. La tercera variante es una cadena continua de cangilones, que permite alcanzar elevaciones mucho mayores, aunque requiere un mayor esfuerzo.

## Plinio el Viejo
Plinio el Viejo probablemente se esté refiriendo a tales dispositivos en una discusión sobre minas de plata y plomo en su Naturalis Historia. España produjo la mayor cantidad de plata en su tiempo, muchas de las minas de plata fueron iniciadas por Aníbal. Uno de los más grandes tenía galerías que se adentraban entre una y dos millas en la montaña, "hombres de agua" (en latín "aquatini") drenando la mina, y ellos
"estuvo de pie noche y día en turnos medidos por lámparas, achicando agua y formando un arroyo."
<br />El hecho de que estuvieran de pie sugiere que operaban las ruedas parándose en la parte superior para hacer girar los tacos, y el trabajo continuo produciría un flujo constante de agua.

## Ejemplos

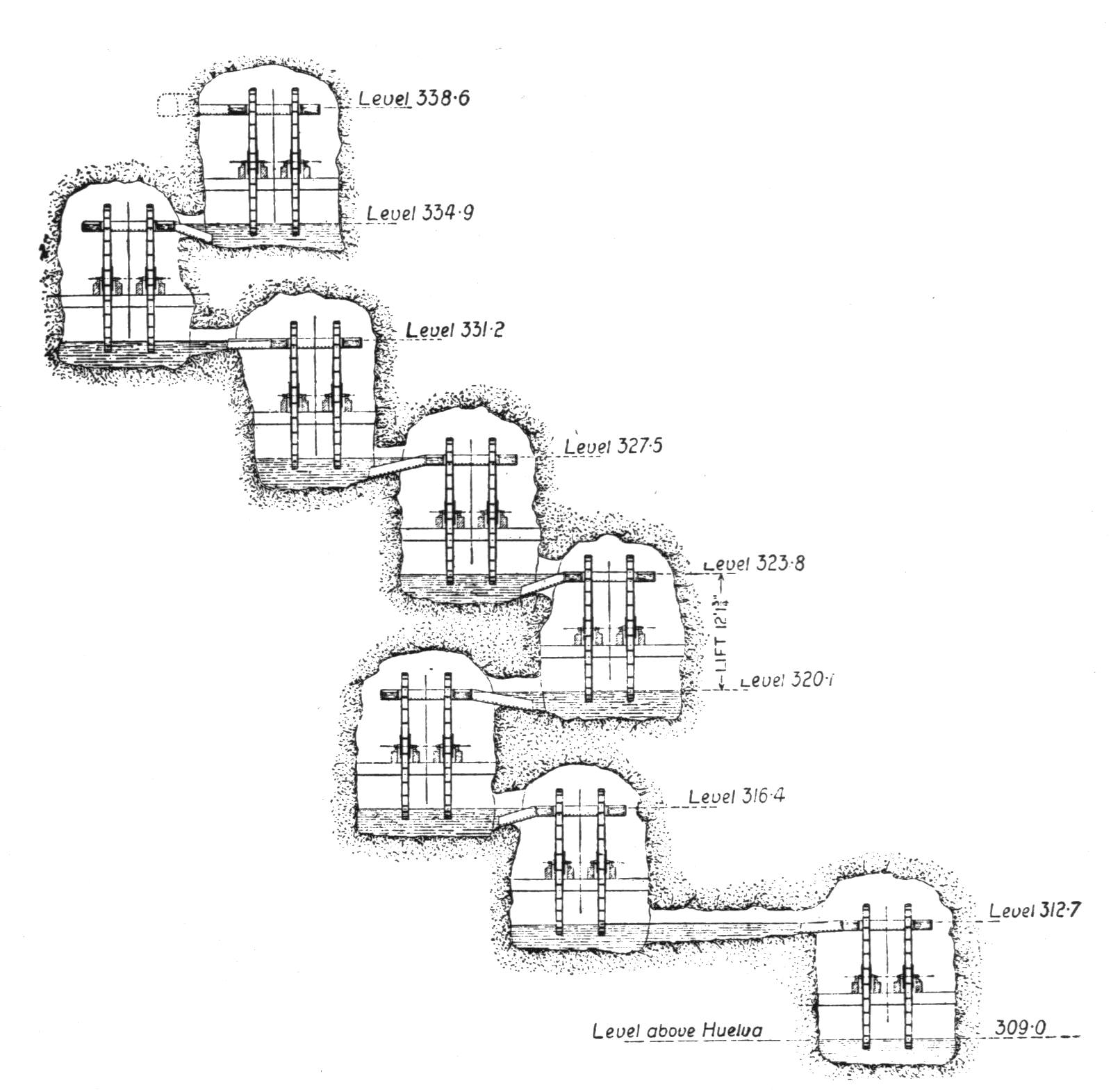
Secuencia de ruedas encontradas en minas de Riotinto

Se han encontrado fragmentos de tales máquinas en minas que fueron reabiertas en la era victoriana en España, especialmente en Río Tinto, donde un ejemplo usó no menos de 16 ruedas de este tipo trabajando en pares, cada par de ruedas levantando agua alrededor de 3,5 metros (11,5 pies), dando una elevación total de 30 metros (98,4 pies). El sistema fue cuidadosamente diseñado y fue trabajado por individuos pisando listones al costado de cada rueda. No es un ejemplo aislado, ya que Oliver Davies menciona ejemplos de la mina de cobre de Tharsis y Logroño en España, así como de Dacia. Los depósitos de oro en Dacia, ahora la Rumania moderna, eran especialmente ricos y se trabajaron intensamente después de la exitosa invasión romana bajo Trajano. Según Oliver Davies, una de esas secuencias descubiertas en Ruda, en el condado de Hunedoara, en la actual Rumanía, tenía 75 metros (246,1 pies) de profundidad. Si hubiera funcionado como el ejemplo de Río Tinto, habría necesitado al menos 32 ruedas.
Una de esas ruedas de España fue rescatada y parte de ella se encuentra ahora en exhibición en el Museo Británico. Algunos de los componentes están numerados, lo que sugiere que fue prefabricado sobre el suelo antes del montaje en los pasajes subterráneos. En la década de 1930, se encontró un fragmento de un cubo de madera de una rueda de drenaje en trabajos profundos en la mina de oro Dolaucothi en el oeste de Gales, y ahora se conserva en el Museo Nacional de Gales en Cardiff. Se ha fechado con carbono alrededor del año 90 d. C. Desde la profundidad de 50 metros (164 pies) por debajo de los conocidos trabajos abiertos, se puede inferir que la rueda de drenaje formaba parte de una secuencia similar a la encontrada en España. La forma del borde de uno de los cangilones elevadores es casi idéntica a la de España, lo que sugiere que se utilizó una plantilla para fabricar los dispositivos.

## La cóclea

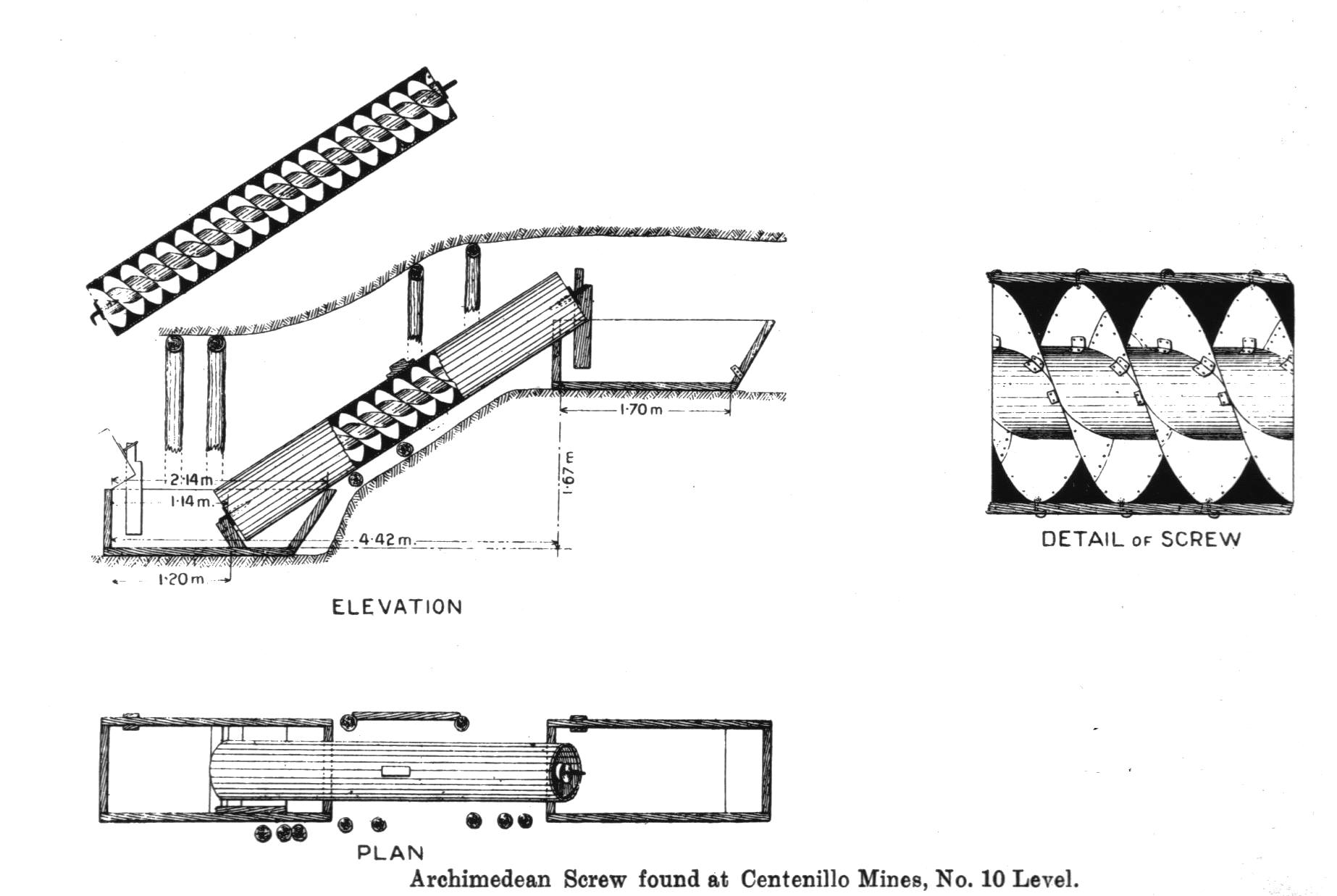
Tornillo romano usado para desaguar minas en España

Otro dispositivo que se usó ampliamente fue el tornillo de Arquímedes, y también se han encontrado ejemplos de tales máquinas de drenaje en muchas minas antiguas. Las representaciones muestran que los tornillos son accionados por un humano que pisa la carcasa exterior para girar todo el aparato como una sola pieza. También se utilizaron en serie, aumentando así la elevación de agua de las obras. Sin embargo, deben haber sido más difíciles de operar ya que el usuario tenía que pararse sobre una superficie inclinada para girar el tornillo. Cuanto más pronunciada sea la pendiente, mayor será el riesgo de que el usuario se resbale de la parte superior del tornillo. Sin duda, la rueda hidráulica inversa era más fácil de usar con una superficie de pisada horizontal. Por otro lado, el tornillo podría accionarse mediante una manivela acoplada al eje central, pero sería más cansador ya que el peso del operador no se apoya sobre la manivela, como sí lo hace cuando se pisa desde arriba.
Al igual que la rueda hidráulica inversa, la cóclea se utilizó para muchos otros fines además del drenaje de minas. El riego de tierras de cultivo habría sido la aplicación más popular, pero cualquier actividad que implicara levantar agua habría empleado los dispositivos.

## Ruedas de agua
Múltiples secuencias de ruedas hidráulicas fueron utilizadas en otras partes del Imperio Romano, como el famoso ejemplo en Barbegal en el sur de Francia. Este sistema también era una pila de 16 ruedas, pero funcionaba como una rueda de pescante normal, las ruedas impulsaban molinos de piedra y se usaban para moler granos. Los molinos de agua se trabajaron a partir de un acueducto de mampostería que abastecía a la ciudad romana de Arlés, y los restos de los molinos de mampostería todavía son visibles en el suelo hoy en día, a diferencia de los sistemas de drenaje subterráneos de las minas, que fueron destruidos por operaciones mineras posteriores. Otras secuencias similares de molinos existieron en el Janículo en Roma, pero han sido cubiertas y modificadas por edificios posteriores construidos sobre ellas.